# Ancient Conquest
Ancient Conquest или же Ancient Conquest: Quest for the Golden Fleece (сначала Admiral: Ancient Ships) — стратегия в реальном времени для PC-совместимых компьютеров под Microsoft Windows, разработанная выходцами из луганской студии Меридиан’93. В продаже игра появилась весной 1999 года.

## Игровой процесс
События игры происходят в Сеттинге древнегреческой мифологии. Сюжет базируется на мифе о Ясоне и аргонавтах. Ясонов дядя захватил его трон, однако согласен вернуть юноше царство в обмен на легендарное Золотое руно. Ясон подбирает себе команду и отправляется в путешествие.
По жанру Ancient Conquest — это стратегия в реальном времени с изометрической графикой. Игровой процесс сосредоточен на морском промысле. Основные боевые и мирные единицы — корабли. Соответственно, все здания в игре так или иначе связанные с их обслуживанием.
Суда делятся на два вида: торговые и боевые. Торговые суда, путешествуя, собирают два основных игровых ресурса — рыбу и янтарь — и доставляют их на базу игрока. За них можно покупать новые корабли, строить здания, нанимать войска, проводить исследования для совершенствования своих технологий. Боевые корабли делятся на шесть типов, каждый из которых имеет свои особенности: одни лучше подходят для уничтожения вражеского флота, другие — живой силы противника, третьи — для осады фортов и так далее. На корабле можно заводить войско, в том числе со специальными механизмами вроде баллист.
В морских боях кроме обстрела неприятельских кораблей можно также прибегать к тарану или абордажу. Скорость судов меняется в зависимости от направления ветра, для обстрела или тарана кораблю нужно сначала занять соответствующее положение. Конечно, игроку не нужно постоянно корректировать действия каждого корабля отдельно, однако, помня об этих особенностях игры, он сможет быстрее выводить свой флот на более выгодные позиции и первым начинать атаку.
Система управления флотом позволяет устанавливать паттерны поведения. Кораблям можно приказать прибегать лишь к определенному способу атаки, патрулировать или исследовать акваторию, защищать определенные зоны или формировать конвои.
Ближе к концу игра немного больше концентрируется на исследованиях. Игрок получаете возможность строить храмы и использовать заклинания, а также строить цеха и мастерские, чтобы совершенствовать броню и оружие.
По сюжету игроку иногда будут встречаться герои — специальные персонажи, которых можно будет взять в команду, и которые будут добавлять определенные способности кораблям, на которых находятся.
Кроме вражеских фракций персов и варваров, имеющих, соответственно, собственные порты и флот, в море встречаются и другие враги и препятствия: сирены, гарпии, медузы, циклопы, минотавры, драконы, акулы, водовороты и колдуны, которые бросают в игрока огненными шарами.
Кампания состоит из 14 сюжетных миссий. Кроме них игроку доступно 15 отдельных миссий вне основной кампании. Дополнительно имеется 25 отдельных карт, на которых в режиме мультиплеера могут одновременно играть до 8 человек. Также в распоряжении игрока редактор сценариев, с помощью которого он может сам создать новую локацию.

## Разработка
После коммерческого успеха своего дебютного проекта Admiral Sea Battles компания Меридиан’93 сразу же начала работу над его идейным продолжением. Игра, которая была анонсирована в 1997 году, носила название Admiral: Ancient Ships. Игровой процесс был уже не пошаговым, а происходил в реальном времени. Работа над игрой долгое время велась в Луганске, где базировалась Meridian’93. Однако в том же году компания Megamedia (издатель первого проекта студии) перевезла почти всех разработчиков в Австралию, где они продолжили работу над продуктом, который в итоге получил название Ancient Conquest: Quest for the Golden Fleece.
Основу команды, работавшей над игрой, составляли те же люди, что разработали предыдущую игру. Геймдизайном и программированием занимался Андрей Дорощук, над графикой работали Дмитрий Прокопов и Виктор Силак, звуки и музыкальное оформление создал Андрей Василенко.
В течение 1998 года разработчики постоянно обновляли в сети бесплатную демо-версию игры. Выпустить коммерческий продукт планировалось в конце 1998, однако релиз всё же состоялся весной 1999 года. Игра вышла на компакт-дисках, продажа в США началась 12 апреля 1999 года по цене около 45$.

## Оценки и отзывы
Игра получила смешанные отзывы критиков.
Баре Бренсел (англ. Barry Brenesal) в статье для издания GamePro очень высоко оценил украинскую разработку. По его словам, «пусть в ней не так много зданий или юнитов, как в C&C, пусть нет нескольких фракций с различными игровыми стратегиями, как в StarCraft, пусть она не так красиво выглядит, как Myth II, однако ее самобытные сеттинг и игровая механика, морские бои, игровые сценарии и образцовый искусственный интеллект вдыхают новую жизнь в жанр RTS».
Зато издание The Adrenaline Vault, которое летом 1998 года опубликовало очень одобрительный отзыв о предыдущей работе разработчиков, Admiral Sea Battles, через год уже писало о Ancient Conquest довольно прохладно: «Похоже, что игра была создана довольно давно, и только сейчас она появилась в продаже. <…> В своё время Warcraft направила жанр RTS в свежее русло; и теперь, когда стратегии предлагают игрокам эффектную графику и уникальный геймплей, Ancient Conquest использует двухмерную графику, ограниченный выбор юнитов и короткую кампанию, в течение которой нужно лишь повторять одно и то же множество раз. Это не плохая игра, просто сейчас она уже не современна».

## Ссылка
- Официальный сайт игры (ссылка на страницу, заархивированную в Интернет-архиве)
- Ancient Conquest на сайте ее издателя, компании Re:Action (ссылка на страницу, заархивированную в Интернет-архиве)
- Демо-версия игры с сайта ее издателя, компании Re:Action (ссылка на файл, заархивированный в Интернет-архиве)